# Pieter Adriaan van Zwieten
Pieter Adriaan van Zwieten (* 20. Mai 1937 in Heemstede; † 17. September 2014 in Amsterdam) war ein niederländischer Pharmakologe.

## Leben
Pieter Adriaan van Zwieten studierte an der Universität Amsterdam Chemie und promovierte dort 1961. Anschließend forschte er an der Christian-Albrechts-Universität zu Kiel. Nach seiner Habilitation in Deutschland war er von 1971 bis 1974 Professor für Biopharmazie an der Universität Amsterdam, ehe er dort von 1974 bis 1985 als Professor für Pharmakotherapie tätig war. Schließlich war er dort von 1985 bis zu seiner Pensionierung im Jahr 2002 Professor für Pharmakologie. Sein Forschungsschwerpunkt lag im Bereich der kardiovaskulären Pharmakologie. Er erhielt den Orden vom Niederländischen Löwen und wurde im Jahr 1996 zum Mitglied der Academia Europaea und 1998 zum Mitglied der Deutschen Akademie der Naturforscher Leopoldina gewählt.